# Tornakápolna
Tornakápolna è un comune dell'Ungheria di 24 abitanti (dati 2007) . È situato nella contea di Borsod-Abaúj-Zemplén.